# Mikasza japán császári herceg
Takahito Mikasza herceg (japánul írva |三笠宮崇仁| Mikasza-no-mija Takahito) (Tokió, 1915. december 2. – Tokió, 2016. október 27.) Taisó japán császár negyedik, legkisebb fiaként született, Hirohito japán császár öccse.
2004 decemberétől ő volt a japán császári család legidősebb tagja a haláláig. A japán császári hadseregben a lovasságnál szolgált a második világháború idején, később történészként dolgozott a Közel-keleti Kutatóintézetben.

## Élete
A nagy japán reformcsászár, Meidzsi császár fia Mikasza herceg apja: Taisó császár, aki 1926-ig uralkodott. Taisó császárnak négy fia született: Hirohito, Takahito (Mikasza), Takamacu-Nobuhito és Csicsibu-Jaszuhito hercegek. Közülük Hirohito követte atyját a császári trónon és 1928-tól 1989-ig uralkodott. Mikasza herceg a Japán Császári Hadiakadémiát végezte el, Csicsibu herceg a Császári Szárazföldi Hadseregnél, Takamacu herceg pedig a Japán Császári Haditengerészetnél szolgált.
Takahito herceg 1935-ben kapta meg a Mikasza herceg (Mikasza-no-mija) címet. 1941-ben házasodott meg, öt gyermekük született. A háború után a Tokió Egyetemen posztgraduális tanulmányokat folytatott régészetből, közel-keleti történelemből és a sémi nyelvekből. 1954-től ő volt a Közel-keleti Kutatások Japán Egyesületének az elnöke. Tiszteletbeli elnöke volt a Japán Orientalista Társaságnak is. Több japán egyetemen is dolgozott. Szívélyes, közvetlen személyiség volt. Konferenciákon több magyar kutató is találkozott vele.

## Külső hivatkozások
- Kunaicho | Their Imperial Highnesses Prince and Princess Mikasa
- A japán császári dinasztia tagjai